# Nhà thờ Các Thánh ở Medzany
Nhà thờ Các Thánh ở Medzany (tiếng Slovakia: Kostol Všetkých svätých v Medzany) là một nhà thờ Công giáo La Mã tọa lạc ở làng Medzany, vùng Prešov, Slovakia Vào ngày 17 tháng 4 năm 1963, nhà thờ này được ghi danh vào Danh sách Di tích Trung ương theo quyết định của Bộ Văn hóa Cộng hòa Slovakia.

## Lịch sử
Nhà thờ Các Thánh ở Medzany ban đầu được xây dựng vào năm 1330 trên địa điểm trước đó từng tồn tại một tu viện được dựng lên vào năm 1260. Nhà thờ này có hình dạng hiện tại từ sau lần tái thiết vào năm 1810.
Trước năm 1900, nhà thờ có mái bằng ván lợp. Công cuộc sơn lại nội thất của nhà thờ đã diễn ra vào năm 1940. Ba mươi năm sau, không gian của ca đoàn mở rộng, hướng về phía tháp chuông của nhà thờ. Vào năm 1971, các nhà nguyện được xây thêm vào bên cạnh nhà thờ. Đá được lát thêm vào mặt bên trong nhà thờ, thay thế cho những viên đá phẳng trước đó. Đồng thời, nhà thờ cũng thay mới các băng ghế dài. Trong năm tiếp theo, nhà thờ một lần nữa sơn lại toàn bộ nội thất.
Sau năm 2000, do sự phát triển của làng, nhà thờ này tiếp tục mở rộng và lát gạch toàn bộ nội thất. Hiện nay, bàn thờ vẫn đang được trùng tu.